# الإسلام في كرواتيا

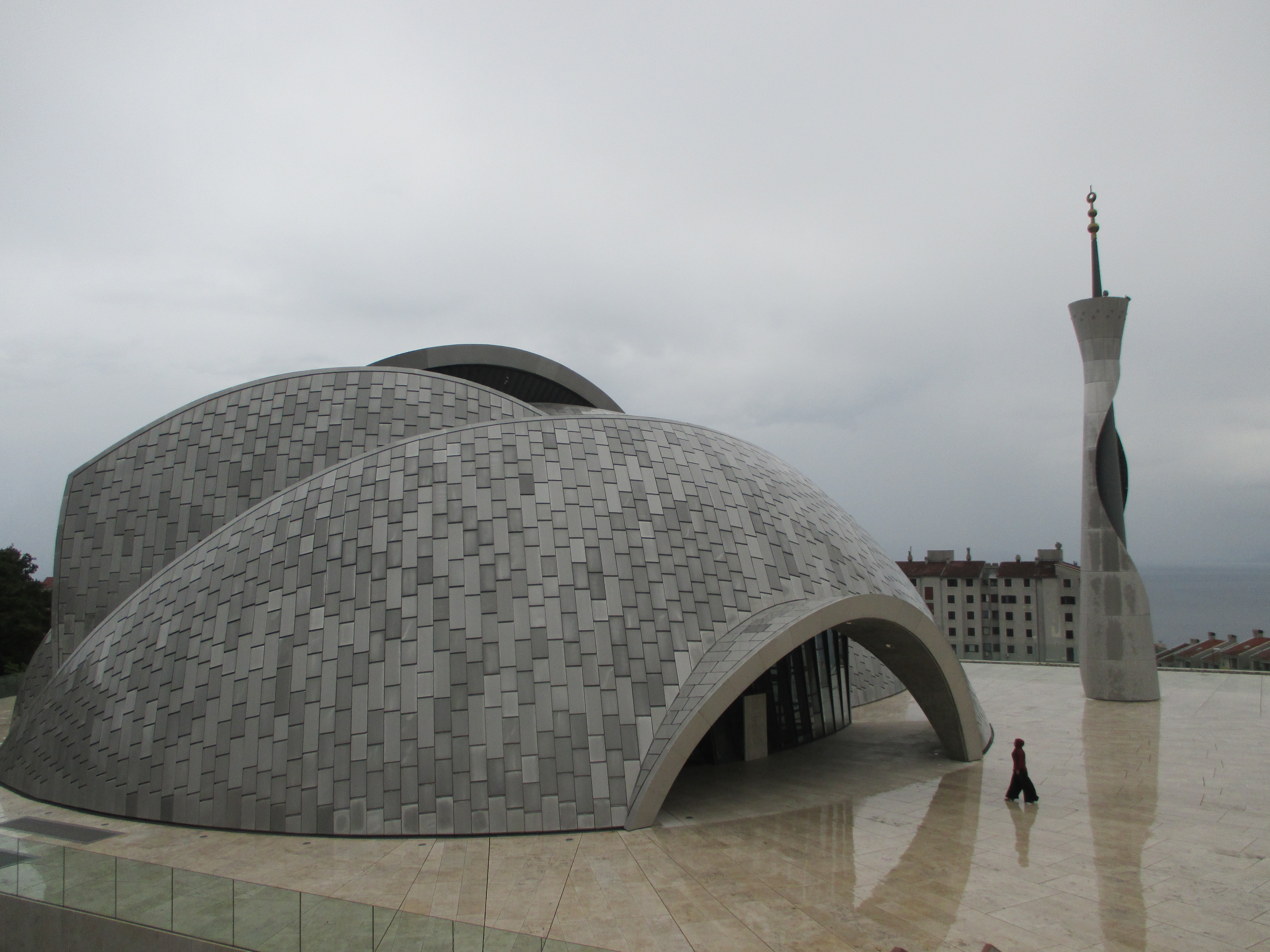
مسجد رييكا الذي بُني عام 2013

الإسلام هو ثاني أكبر الأديان في كرواتيا بعد المسيحية، حيث تُقدر نسبة المسلمين في كرواتيا بـ 1.3% من مجموع عدد السكان وفقا لتعداد عام 2021. قَدِمَ الإسلام لأول مرة إلى كرواتيا على يد الإمبراطورية العثمانية خلال الحروب الكرواتية العثمانية التي استمرت من القرن 15 إلى القرن 19. خلال هذه الفترة؛ كانت بعض أجزاء المملكة الكرواتية محتلة مما أسفر عن تحول العديد من الكروات إلى الإسلام خاصة أسرى الحرب من الدوشيرمة. ومع ذلك فإن الكروات قد قاتلوا بقوة ضد
خلال تلك القرون القليلة حتى أن أقصى حدود الإمبراطورية العثمانية في أوروبا وقفت في التراب الكرواتي. في عام 1519؛ تم تأسيس ما يُسمى حصن المسيحية من قِبل البابا ليو العاشر.
تُعد منظمة المجتمع الإسلامي في كرواتيا (بالكرواتية: Mešihat Islamske Zajednice u Hrvatskoj) المنظمة الرئيسية للمسلمين في كرواتيا وهي مُعترف بها رسميا من قبل الدولة. أما رئيسها فهو العزيز أفندي حسانوفيتش.
اعتبارا من عام 2011؛ كان عدد المسلمين الذين يعيشون على أرض كرواتيا يُقدر بـ 62,977، معظمهم من البوشناق (27,959) ثم الكروات (9,647)، فالألبان (9,594) والغجر (5,039)، يليهم الأتراك (343)، ثم المقدونيين (217)، فالمونتينيغريون (159) وغيرهم (2,420). بني أول مسجد في كرواتيا عام 1969. أمّا اليوم فهناك 4 مساجد كبيرة داخل الدولة الكرواتية، ومركزان إسلاميان في كل من زغرب ورييكا.

## التاريخ

### العهد العثماني
تصارعت الأمبراطورية العثمانية مع تركيا من 15 إلى القرن 19؛ واستطاعت في فترة من الفترات احتلال بعض أجزاء الدولة الكرواتية المُحصنة. حينها تحوّل العديد من الكروات إلى الإسلام خاصة أسرى الحرب خلال نظام الدوشيرمة. توقف توسع العثمانيين في أوروبا عند حدود التراب الكرواتي.
في 1553 زار الكاردينال والدبلوماسي الروماني أنطون فرانتشيش مدينة إسطنبول كمبعوث من مملكة المجر لمناقشة معاهدة سلام مع الدولة العثمانية. خلال المفاوضات التي أجراها أنطوان رفقة رستم باشا؛ توقف المترجم الرسمي عن الترجمة لسبب من الأسباب لكن رستم طلب من فرانتشيش مواصلة الحديث باللغة الكرواتية خلال عملية المفاوضات. في 1585 كتب الرحالة والكاتب ماركو بيغافيتا في كتابه إتنيراريو الذي نشر في لندن: «في القسطنطينية من المعتاد أن تتحدث الكرواتية فهي اللغة التي يفهمها تقريبا جميع الساسة الأتراك وخاصة رجال الجيش.»

### القرن التاسع عشر
| المسلمين في كرواتيا (1931 - 2011) | المسلمين في كرواتيا (1931 - 2011) | المسلمين في كرواتيا (1931 - 2011) | المسلمين في كرواتيا (1931 - 2011) | المسلمين في كرواتيا (1931 - 2011) |
| --------------------------------- | --------------------------------- | --------------------------------- | --------------------------------- | --------------------------------- |
| السنة                             | السنة                             |                                   |                                   | عدد المسلمين                      |
| 1931                              | 1931                              |                                   | 4,000                             | 4,000                             |
| 1948                              | 1948                              |                                   | 1,077                             | 1,077                             |
| 1953                              | 1953                              |                                   | 16,185                            | 16,185                            |
| 1961                              | 1961                              |                                   | 3,113                             | 3,113                             |
| 1971                              | 1971                              |                                   | 18,487                            | 18,487                            |
| 1981                              | 1981                              |                                   | 23,740                            | 23,740                            |
| 1991                              | 1991                              |                                   | 43,486                            | 43,486                            |
| 2001                              | 2001                              |                                   | 56,777                            | 56,777                            |
| 2011                              | 2011                              |                                   | 62,977                            | 62,977                            |

- 4000 من المسلمين عام 1931
- 1077 من المسلمين عام 1948
- 16,185 من المسلمين عام 1953
- 3,113 من المسلمين عام 1961
- 18,487 من المسلمين عام 1971
- 23,740 من المسلمين عام 1981
- 43,486 من المسلمين عام 1991

في عام 1960 دعا المسلمون البوسنيون إلى الاعتراف بالبوشناق كجنسية داخل جمهورية يوغوسلافيا الاشتراكية الاتحادية.في عام 1974 اعترف الدستور اليوغوسلافي بالمسلمين وبالتالي سمح لمزيد من الأفراد من الانضمام لهذا الدين.
استنادا إلى الأرقام المسجلة من عام 1931 إلى عام 1961؛ كان معظم المسلمين في كرواتيا من الكروات واليوغوسلاف.
بعد تفكك يوغوسلافيا، ارتفع عدد المسلمين في كرواتيا بسبب تدفق مسلمي البوسنة أثناء وبعد حرب البوسنة والهرسك.

## الإحصاءات

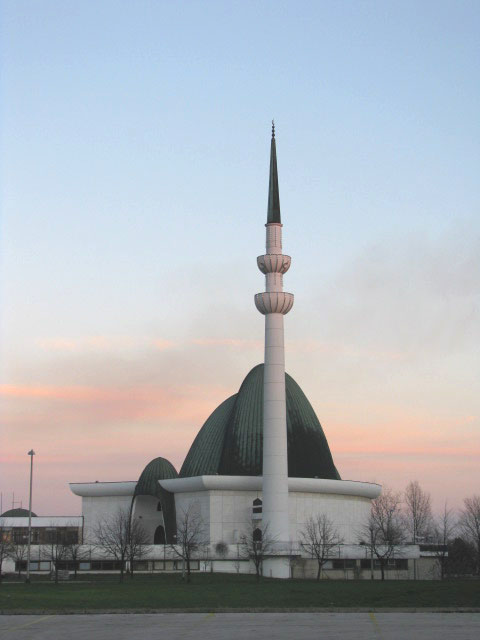
مسجد زغرب الذي تم الانتهاء من تشييده رسميا عام 1987.

تضمنت البيانات المنشورة عام 2011 عن التعداد الكرواتي كل من العرق والدين فأظهرت أن هناك حوالي 62,977 من المسلمين في كرواتيا (يُمثلون 1.47% من مجموع السكان) مقسمة بين المجموعات العرقية التالية:
- 27,959 من البوشناق المسلمين
- 9,647 من المسلمين الكروات
- 9,594 من المسلمين الألبان
- 6,704 من المسلمين حسب الجنسية
- 5,039 من المسلمين الغجر
- 2,361 من المسلمين من جنسيات أخرى
- 762 من المسلمين من جنسية غير معلنة
- 343 من المسلمين الترك
- 217 من المسلمين المقدونيين
- 159 من مسلمي مونتنيغرو
- 100 من الأعراق الأخرى

## الإسلام اليوم
تتوفر العاصمة الكرواتية زغرب على أحد أكبر المساجد في أوروبا منذ عام 1987. أثناء وجود الإمبراطورية العثمانية؛ لم يكن في زغرب أي طابع إسلامي وكذلك معظم أجزاء الدولة الكرواتية بسبب أن العثمانيين فشلوا خلال مائة سنة من اقتحام كل كرواتيا.
يُعد الإمام شيفكو أوميرباسيتش من طائفة البوشناق زعيم مجتمع المسلمين في كرواتيا والمفتي العام في زغرب.
تم افتتاح مسجد جديد في رييكا بحلول أيار/مايو 2013. كما تم بناء مسجدين جديدين في كل من أوسييك وسيساك ومسجد آخر يجري النظر في تشييده في كارلوفاتش.